# 萬年公主 (東漢)
万年公主（?—?），东汉第十二任皇帝灵帝刘宏的女儿，名不详。她是《后汉书》中记录的刘宏唯一的女儿。光和三年（180年），父亲刘宏册封她为万年公主。《后汉书》中亦没有记载她的生母和丈夫。

## 艺术形象

### 游戏
三国杀(2021)